# Fontaine de la Fille à l'oie
La fontaine de la Fille à l'oie est une fontaine classée située au sommet de l'escalier Rahlstiege dans le quartier Mariahilf de Vienne.

## Emplacements
Le créateur de la fontaine, installée ici en 1886, est Anton Paul Wagner, également auteur de la fontaine Engel sur la Wiedner Hauptstraße. À partir de 1866, l'emplacement d'origine de la fontaine était le marché aux volailles de la Brandstätte dans le centre-ville, d'où elle fut retirée en 1874 et stockée dans un dépôt. À partir de 1879, elle était située sur la place devant l'église Mariahilf, dans la Mariahilfer Straße, mais a été déplacée à son emplacement actuel en 1886 en raison de l'érection du monument Haydn.

## Représentation
La fontaine de la Fille à l'Oie, construite par la municipalité de Vienne, représente une jeune fille avec une oie sur un pilier en pierre. Deux autres oies aux ailes déployées font office de gargouilles dans les deux bassins d'eau. Ce motif a été choisi en raison de l'emplacement original de la fontaine sur le marché aux volailles de Vienne.

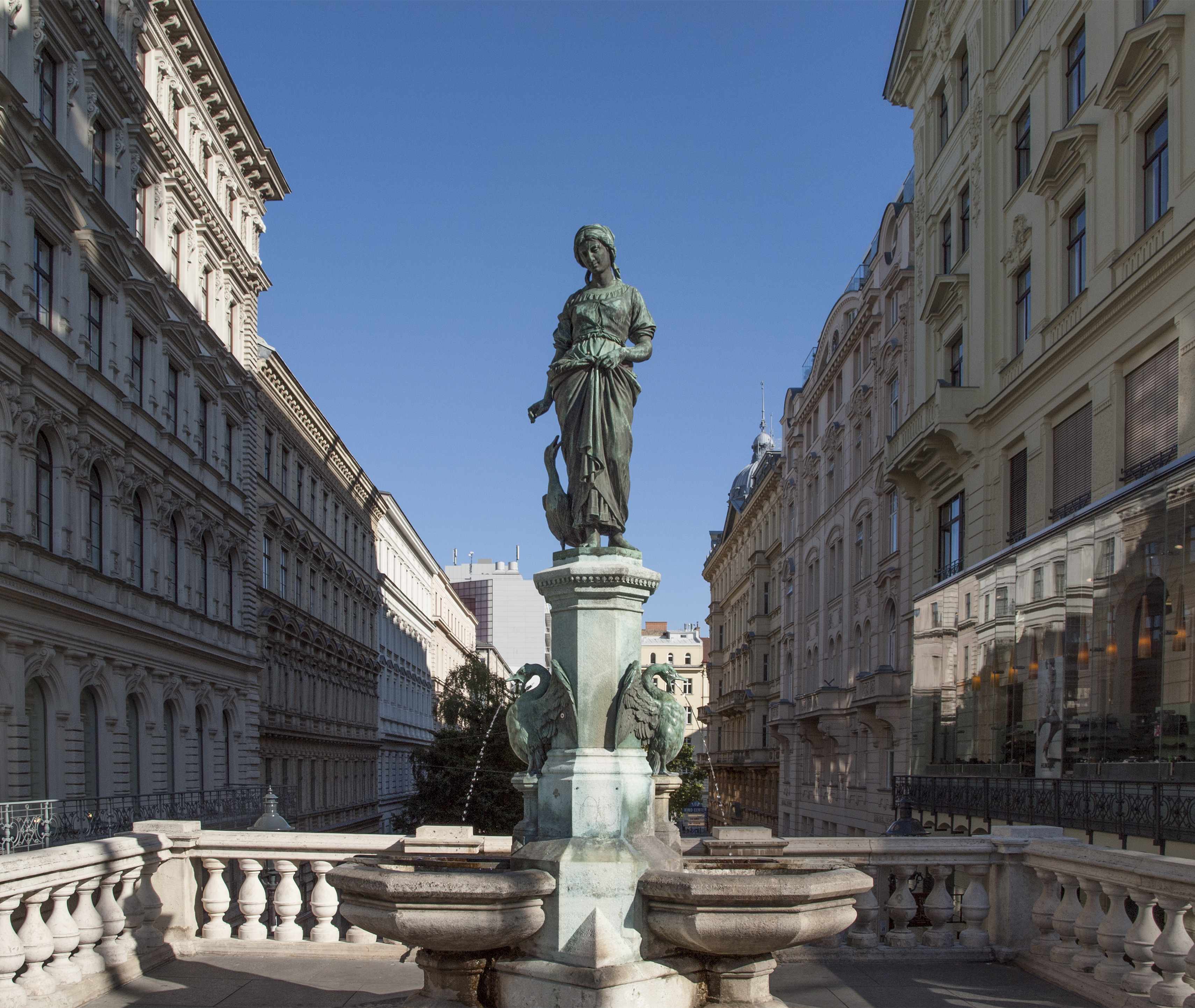
Fontaine de la fille à l'oie à Vienne-Mariahilf
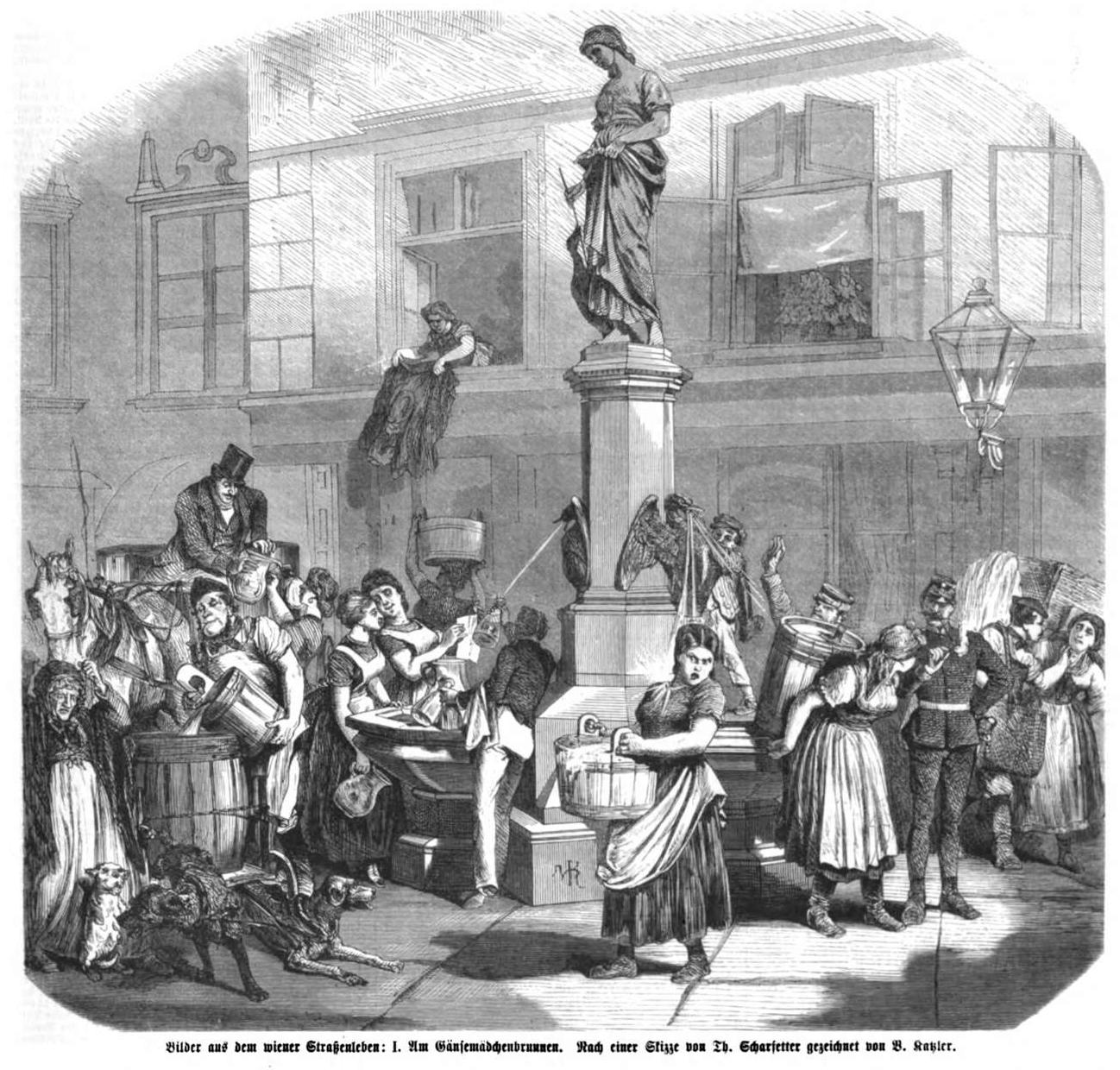
La fontaine à son emplacement d'origine sur le site de l'incendie en 1869

## Liens
- Gänsemädchenbrunnen im Wien Geschichte Wiki der Stadt Wien
- DEHIO Wien – II. bis IX. und XX. Bezirk. Anton Schroll & Co, Wien 1996,  (ISBN 3-7031-0680-8).
- wien.at – Fontaine de la Fille à l’Oie